# Carrère and Hastings

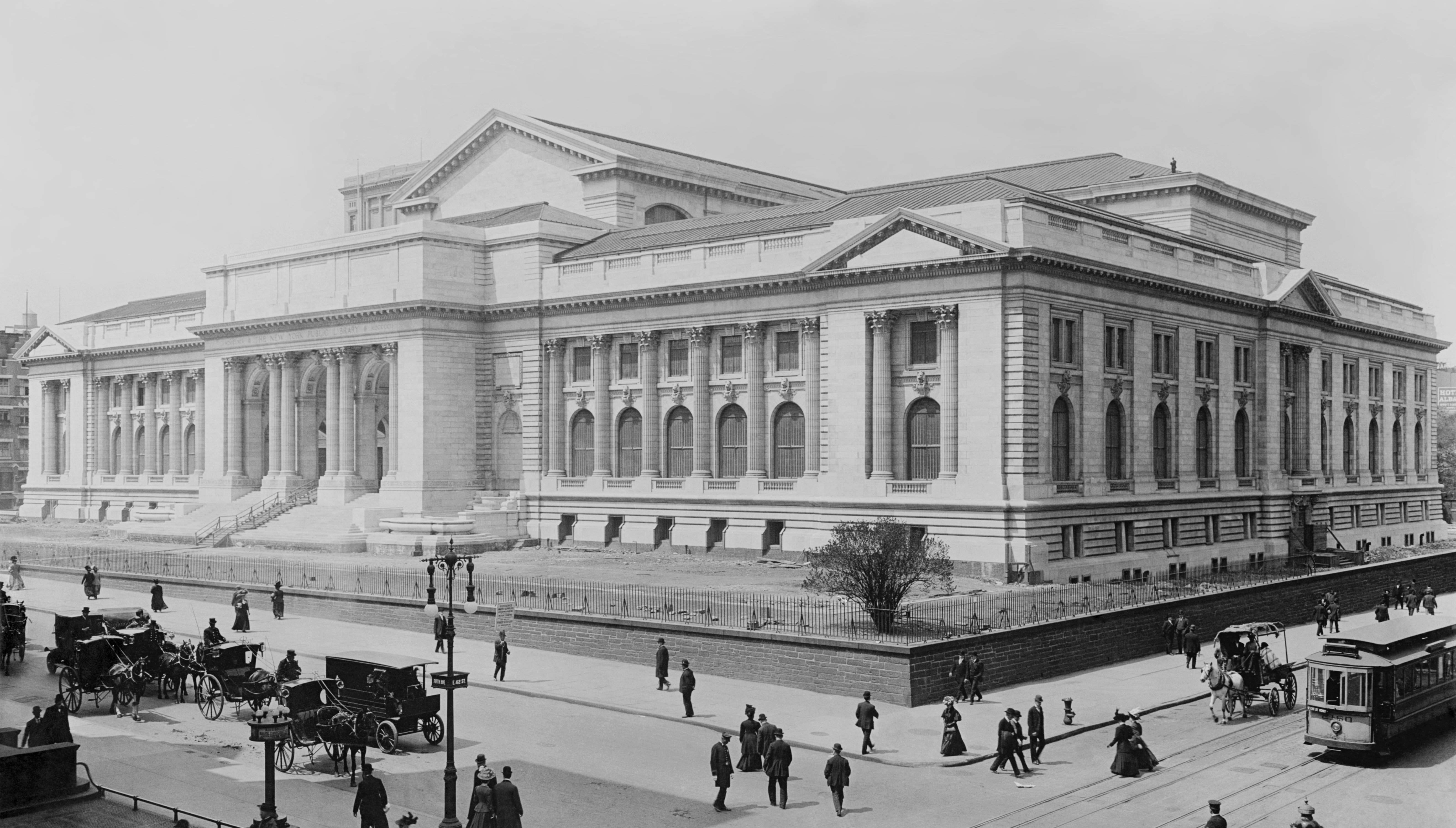
Die New York Public Library wurde von 1897 bis 1911 von Carrère and Hastings errichtet. Das Foto dokumentiert eine späte Bauphase im Jahr 1908.

Das Unternehmen Carrère and Hastings war das gemeinsame Architekturbüro der Architekten John Merven Carrère (* 9. November 1858, † 1. März 1911) und Thomas Hastings (* 11. März 1860, † 23. Oktober 1929) mit Sitz in New York City im Bundesstaat New York der Vereinigten Staaten. Das Unternehmen zählte zu den berühmtesten Architekturbüros der Beaux-Arts-Architektur in den Vereinigten Staaten. Als Carrère im Jahr 1911 bei einem Autounfall ums Leben kam, führte Hastings das Unternehmen alleine unter gleichem Namen bis zu seinem Tod im Jahr 1929 fort.
Beide Partner hatten an der École nationale supérieure des beaux-arts de Paris studiert und im Unternehmen McKim, Mead, and White gearbeitet, bevor sie im selben Gebäude ihre eigene Firma gründeten. Der erste sichtbare Erfolg der Partnerschaft war das Ponce de León Hotel in St. Augustine, Florida, das sie im Auftrag von Henry Flagler errichteten. Auf dieser Basis betrieben sie während der 1880er und 1890er Jahre ein erfolgreiches Unternehmen, das im Jahr 1897 mit dem Gewinn der Ausschreibung zum Bau der New York Public Library erstmals nationale Prominenz erlangte. Das Architekturbüro entwarf Geschäftshäuser, große Wohnhäuser und viele bedeutende öffentliche Gebäude in New York und Washington, D.C. sowie in Toronto, London, Paris, Rom und Havanna.

## Carrère

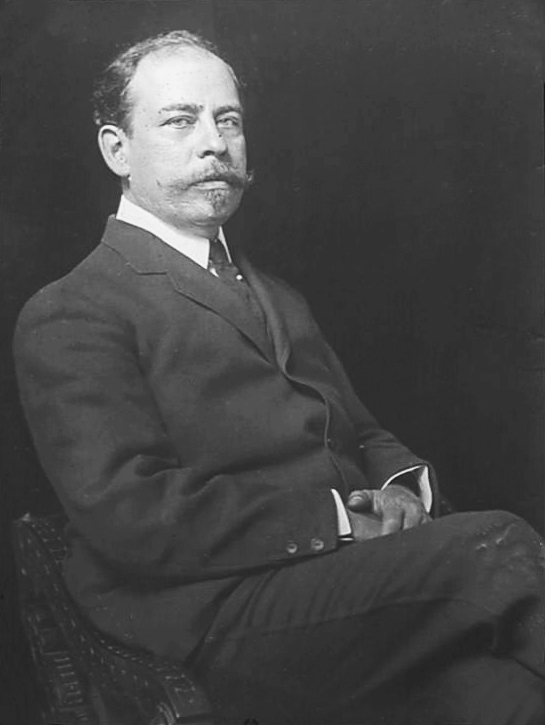
Porträt von John Merven Carrère

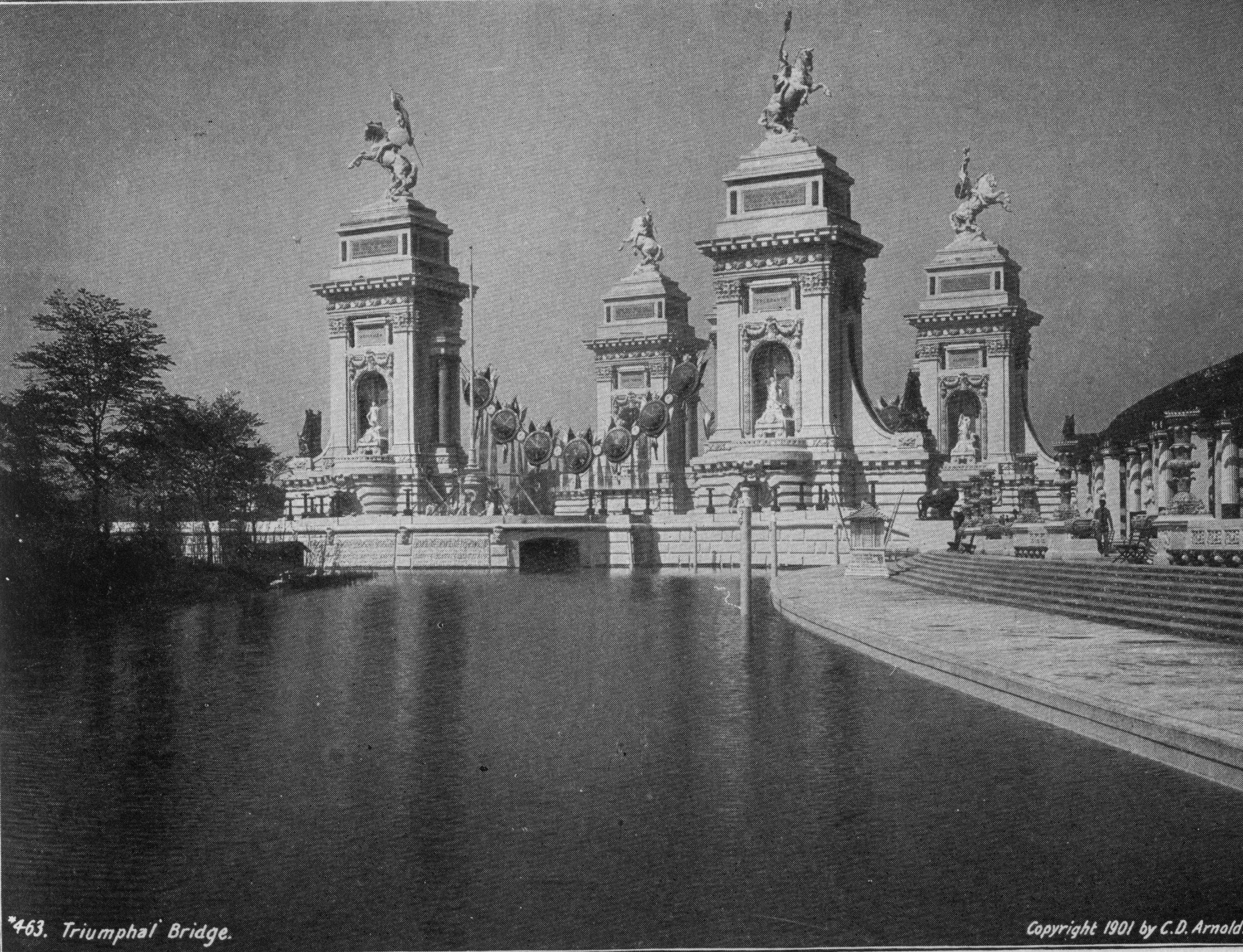
Carrère war Vorsitzender der Architektenkammer für die Pan-American Exposition im Jahr 1901 und entwarf die Triumphal Bridge sowie die Landschaftselemente auf dem Ausstellungsgelände.

John Merven Carrère wurde im brasilianischen Rio de Janeiro als Sohn von John Merven Carrère und Anna Louisa Maxwell geboren. Sein Vater stammte aus Baltimore, während seine Mutter schottische und brasilianische Wurzeln hatte. Schon als Junge wurde Carrère zur Ausbildung in die Schweiz geschickt, wo er bis 1880 blieb. Anschließend studierte er zwei Jahre an der École nationale supérieure des beaux-arts de Paris im Atelier von Leon Ginian. Er kehrte daraufhin nach New York zurück, wohin seine Eltern umgezogen waren, und arbeitete dort als Technischer Zeichner für das Architekturbüro McKim, Mead, and White. Bereits in Paris hatte er Thomas Hastings kennengelernt, mit dem er nun gemeinsam arbeitete, bis sie 1885 ihr eigenes Unternehmen gründeten. Während dieser Zeit entwarf Carrère bereits selbständig verschiedene Gebäude in New York und Chicago. 1886 heiratete er Marion Dell, mit der er nach Staten Island zog und drei Töchter bekam, von denen jedoch eine bereits im Kindesalter verstarb. 1901 zogen sie in die East 65th Street in Manhattan und bauten einen Zweitwohnsitz in Harrison.
Carrère war bekannt für seinen großen Enthusiasmus und seine unabdingbare Ehrlichkeit. Seine organisatorischen Fähigkeiten halfen ihm ebenso wie sein künstlerisches Urteilsvermögen und sein Tatendrang dabei, das neue Unternehmen Carrère and Hastings erfolgreich aufzubauen. Er engagierte sich hauptsächlich in großen zivilen und kommerziellen Projekten der Firma, darunter die Gebäude des Repräsentantenhauses und des Senats auf dem Capitol Hill, die Manhattan Bridge inkl. ihrer Zufahrten sowie die New York Public Library. Er interessierte sich für Bürgerangelegenheiten in New York und war gemeinsam mit Elihu Root wesentlich an der Gründung des Stadtausschusses für Kunst in New York City beteiligt. Später weitete er sein öffentliches Engagement auf die nationale Ebene aus, wo er in den 1890er Jahren zusammen mit anderen führenden Persönlichkeiten des American Institute of Architects das Finanzministerium davon überzeugte, den Tarsney Act umzusetzen, der 1893 vom Kongress verabschiedet worden war und der Regierung erlaubte, Architekturaufträge über öffentliche Wettbewerbe zu vergeben. Als der leitende Architekt des Finanzministeriums Jeremiah O'Rourke zurücktrat, wurde Carrère dieser Posten angeboten. Er überlegte sehr öffentlich darüber und entschied sich schließlich zu einer Ablehnung, da nach seiner Meinung „das System, nicht die Person geändert werden sollte“.
Carrère war auch an der Entwicklung der Stadtplanung in den Vereinigten Staaten beteiligt. Er schrieb Broschüren und unterrichtete Bürgergruppen sowie an Universitäten. Er arbeitete 1903 gemeinsam mit Daniel Burnham und Arnold W. Brunner am Projekt The Mall in Cleveland, Ohio, und 1909 mit Brunner an den Plänen für Grand Rapids, Michigan. Im Jahr 1910 arbeitete er gemeinsam mit Brunner und Frederick Law Olmsted, Jr. an einem Plan für ein Bürgerzentrum in Baltimore. Später entwickelten Carrère and Hastings einen Plan für die Stadt Hartford, Connecticut, den sie kurz vor seinem tragischen Autounfall im Jahr 1911, bei dem eine Straßenbahn während einer Taxifahrt mit dem Fahrzeug zusammenstieß, vervollständigen konnten. Er erlitt eine schwere Gehirnerschütterung und kam nicht wieder zu Bewusstsein.

## Hastings

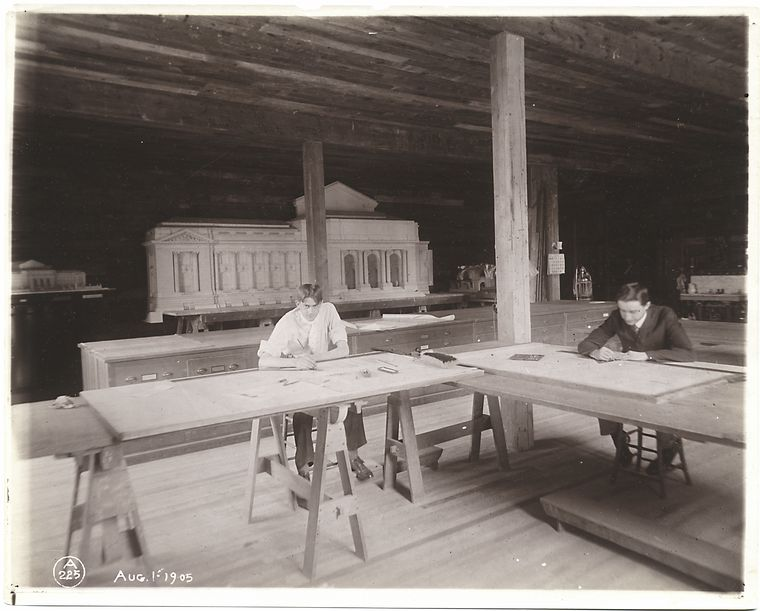
Architekten im Studio von Carrère and Hastings, 1905, mit einem vom Unternehmen entworfenen Modell der New York Public Library hinter ihnen

Thomas S. Hastings wurde am 11. März 1860 in New York City geboren. Sein Vater, der ebenfalls Thomas S. Hastings hieß (1827–1911), war ein bekannter presbyterianischer Pfarrer, Professor für Homiletik und Dekan am Union Theological Seminary in the City of New York. Sein Großvater Thomas Samuel Hastings (1784–1872) war einer der führenden Kirchenmusiker des 19. Jahrhunderts in den Vereinigten Staaten. Er komponierte geistliche Lieder wie Rock of Ages und veröffentlichte im Jahr 1822 den ersten Aufsatz eines Komponisten über Musik.
Hastings wurde in New Yorker Privatschulen ausgebildet und begann seine architektonische Ausbildung bei den Herter Brothers, die zu dieser Zeit führend im Design von Möbeln und Innenausstattungen war. Er besuchte von 1880 bis 1883 die École nationale supérieure des beaux-arts de Paris und arbeitete dort im Atelier von Jules André, wo er auf seinen späteren Partner traf. Beide unterhielten auch später noch enge Verbindungen nach Europa – Hastings erhielt den Orden der Ehrenlegion und die Goldmedaille des Royal Institute of British Architects.
Nach seiner Rückkehr nach New York arbeitete Hastings bei McKim, Mead, and White, dem damals führenden Unternehmen der American Renaissance. Dort erneuerte er seine Freundschaft mit dem ebenfalls im Unternehmen beschäftigten Carrère und blieb für zwei Jahre. Eine Empfehlung seines Vaters an Henry Morrison Flagler resultierte in einem Auftrag für das Ponce de León Hotel und später auch für die Alcazar-Hotels in St. Augustine, Florida. Hastings verfügte darüber hinaus über gute Beziehungen zu weiteren reichen, mit seinem Vater bekannten Mäzenen, durch deren Förderung die Karriere der beiden jungen Architekten schnell voranschritt. Durch seinen Bruder Frank lernte er nicht nur weitere potenzielle Auftraggeber, sondern auch seine zukünftige Ehefrau kennen. Im Alter von 40 Jahren heiratete er im Jahr 1900 Helen Benedict, die Tochter des einflussreichen New Yorker Bankiers Elias Cornelius Benedict. Die Heirat fand in der presbyterianischen Kirche in Greenwich, Connecticut statt, zu der viele reiche Bürger New Yorks kamen. Als Trauzeuge diente Charles Follen McKim, Stanford White entwarf die Kirchendekoration und sein Sohn wirkte als Page mit.
Hastings werden die meisten der Entwürfe seines Unternehmens zugesprochen. Er wird auch häufig als führender Kopf der Firma bezeichnet, unter anderem deshalb, weil er seinen Partner Carrère um 18 Jahre überlebte. Er hielt viele Lehrvorträge und schrieb eine Vielzahl einflussreicher Artikel, die später von David Gray in seiner Kurzbiografie über den Architekten gesammelt wurden.
Er und seine Frau liebten das Reiten und errichteten ein Landhaus in Old Westbury auf Long Island. Nach dem Tod von Carrère 1911 behielt Hastings den Firmennamen bei und führte seine Rolle im Unternehmen fort, teilte jedoch Verantwortung bei großen Projekten mit einigen Vertrauten wie Richmond Shreve, Theodore Blake und anderen. Der Ingenieur Owen Brainard war zu Lebzeiten von Carrère Juniorpartner im Unternehmen und beriet es auch nach dessen Tod weiter. Diese Zusammenarbeit führte zur Gründung von Shreve, Lamb and Blake (später Shreve, Lamb and Harmon), die für den Bau von Wolkenkratzern berühmt wurden.
Hastings starb aufgrund von Komplikationen bei einer Appendektomie am 23. Oktober 1929. Einige seiner Schriften wurden an die American Academy of Arts and Letters übergeben, deren Mitglied und Schatzmeister er für viele Jahre gewesen war. Er hinterließ seine Frau als Witwe, jedoch keine gesetzlichen Erben.

## Kooperationen

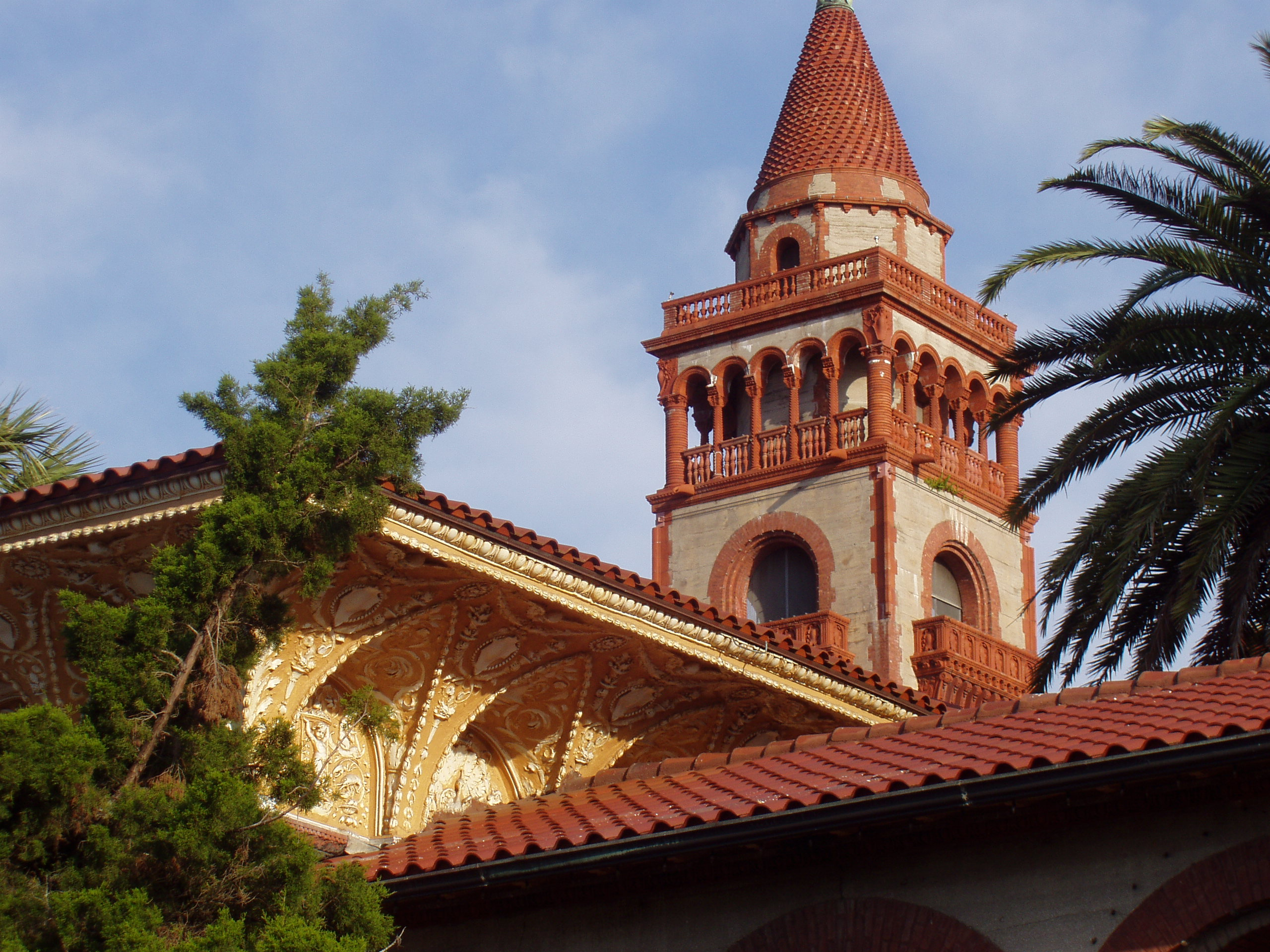
Detailaufnahme des Ponce de Leon Hotels, 1885–1888 (das heutige Flagler College)

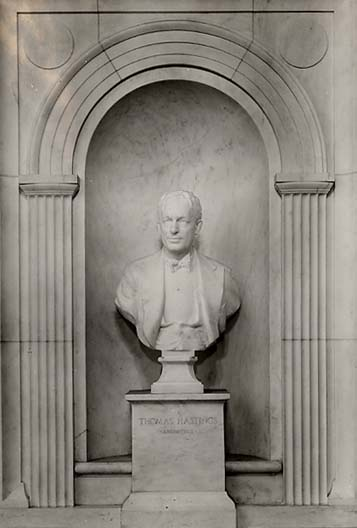
Büste von Thomas Hastings in der New York Public Library

Der erste große Auftrag, den das Unternehmen Carrère and Hastings erhielt, kam von Henry Morrison Flagler, der Gemeindemitglied von Rev. Hastings war und bereits viel Geld in Florida investiert hatte. Für ihn baute das Unternehmen das Ponce de León Hotel (1885 bis 1888) in St. Augustine, Florida, das heute Teil des Flagler College ist. Darauf folgten die Aufträge für das Alcazar Hotel (1887 bis 1888), das heute das Lightner Museum beheimatet, die Flagler Memorial Presbyterian Church (1887) und für ein Privathaus für Flagler. Im Jahr 1901 entwarfen sie für ihn ein zweites Haus in Palm Beach, das heute als Flagler Museum dient und 1902 fertiggestellt wurde.
Carrère and Hastings zählten zu den am besten vernetzten Architekten New Yorks und profitierten von ihren Verbindungen zu den Reichen und Mächtigen der Stadt. Zu ihren Kunden zählten der Jurist Elihu Root, der Eisenbahn-Magnat Edward Harriman, der Börsenspekulant Thomas Fortune Ryan und mehrere Mitglieder der Blair-Familie aus New Jersey. Die frühen Arbeiten des Unternehmens waren eklektisch, wurden jedoch zugleich straff organisiert. Diesen Arbeitsstil hatten die Firmeninhaber in ihrer Ausbildung in Paris gelernt. Im Anschluss an die World Columbian Exposition im Jahr 1893 mit ihren einflussreichen klassischen Motiven begann der Stil des Unternehmens, moderne französische sowie Elemente der Neorenaissance aufzugreifen. Trotz ihrer Detailverliebtheit achteten sie stets auf die Funktionalität der verwendeten Elemente und Einrichtungen. Das Unternehmen zählte regelmäßig zu den ersten Nutzern neuer Technologien vom Profilstahl bis zur Elektrifizierung und entwickelte auch Konstruktionen zur passiven Klimatisierung von Gebäuden. Das größte Interesse galt jedoch der Anpassung der klassischen Formensprache europäischer Architektur an die US-amerikanischen Bedürfnisse, um dadurch auf der Basis jahrhundertealter Traditionen eine neue, moderne amerikanische Architektur zu schaffen.
Einer der größten Schaffensbereiche des Unternehmens war die gestaltbezogene Stadtplanung, was insbesondere auf das größere Interesse von Carrère an der City-Beautiful-Bewegung innerhalb der Beaux-Arts-Architektur zurückzuführen ist. So entwarf er bereits früh Pläne für Baltimore, Hartford, Cleveland und Atlantic City. Gemeinsam mit Hastings war er verantwortlich für die großen öffentlichen Aufträge der Firma: Die New York Public Library (1897–1912), das Cannon House Office Building und Russell Senate Office Building in Washington, D.C. (1908–1909), die Planung der Pan-American Exposition in Buffalo (1901), das McKinley Memorial (ebenfalls in Buffalo), die Richmond Borough Hall auf Staten Island (1904–1906) und die Paterson City Hall in New Jersey (1896).
Das Unternehmen wurde ebenfalls durch seine Beiträge zur Landhaus- und Gartenbewegung der frühen 1900er Jahre bekannt, wo sie sowohl stilistische als auch kompositorische Ideen einbrachten, welche die US-amerikanische Architektur für die darauf folgenden Jahrzehnte beeinflussten. Ihre Gartengestaltungen wurden in Veröffentlichungen intensiv beworben, und eine Vielzahl von Mitarbeitern des Unternehmens beschäftigte sich mit dem Innendesign großer Wohnhäuser. Carrère and Hastings waren eines der ersten Unternehmen, das diese Dienstleistung anbot. Zu den größten und bekanntesten Landhaus-Entwürfen des Unternehmens zählen das Blairsden in Peapack-Gladstone, New Jersey (1898), das Bellefontaine in Lenox, Massachusetts, das Arden House in Harriman, New York (1905–1909) sowie das Nemours in Wilmington, Delaware (1910).
Die für das Unternehmen ebenfalls wichtigen Wolkenkratzer kamen erst in den späten 1910er und frühen 1920er Jahren hinzu, als die Firma gemeinsam mit weiteren Architekten in New York am Cunard Building (1917–21) und am Standard Oil Building (1920–1928) arbeitete. Hastings war ein Kritiker hoher Gebäude in Städten und warnte davor, dass Gebäude mit mehr als sechs Stockwerken (entsprechend der Höhe des Hôtel particulier) eine Verfremdung verursachten, indem sie den Maßstab menschlicher Größenordnungen entfernten und dadurch die städtische Straßenlandschaft zerstörten.
Die Veränderung der Baustile und der emporstrebende internationale Stil führten dazu, dass Architekturhistoriker die Arbeiten von Carrère and Hastings mehr als 50 Jahre lang nach Schließung des Unternehmens ignorierten. Heute wird das Unternehmen als eines der wichtigsten US-amerikanischen Architekturbüros während des späten 19. und frühen 20. Jahrhunderts angesehen.

## Ausgewählte Arbeiten

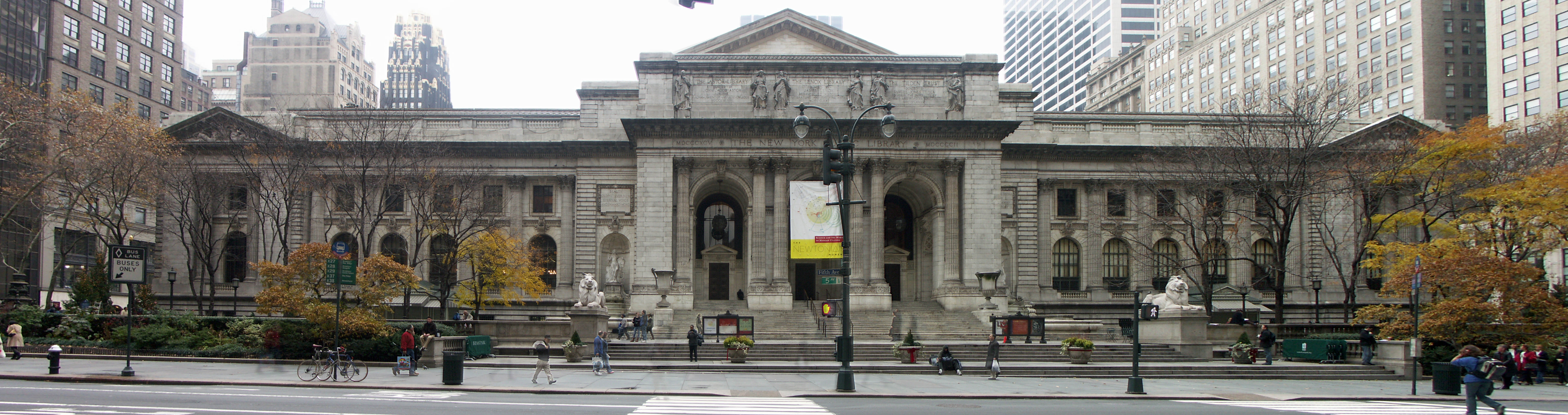
Die Fassade der New York Public Library

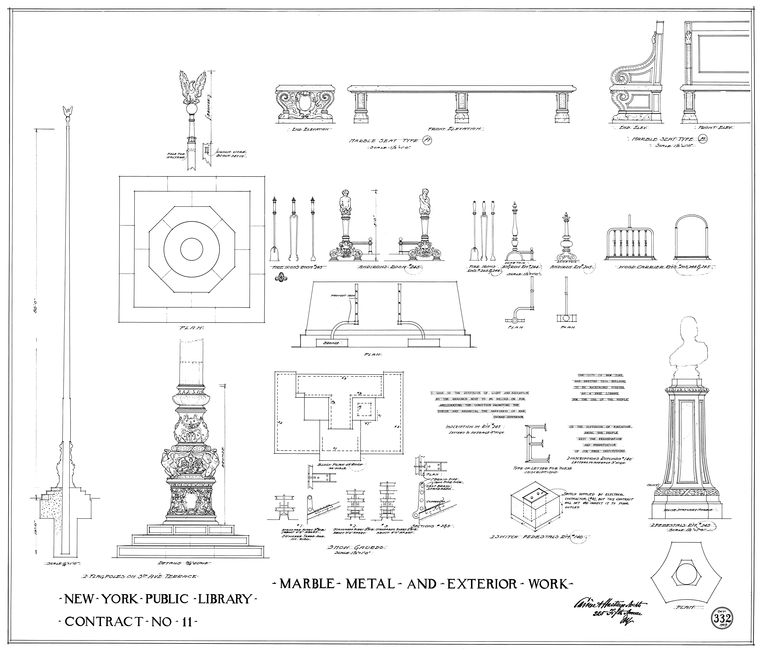
Marmor-, Metall- und Außendetails aus den Plänen für die New York Public Library, 1909

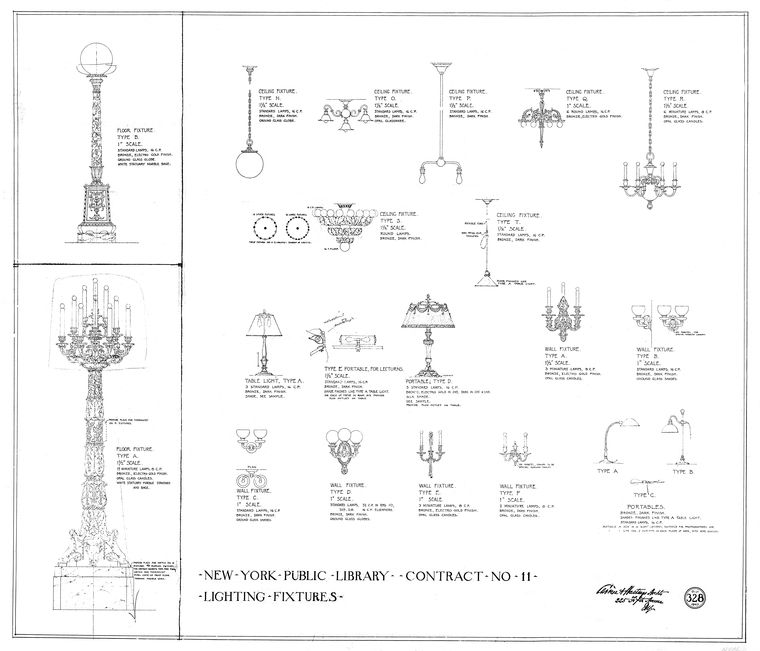
Leuchten aus den Plänen für die New York Public Library, 1909

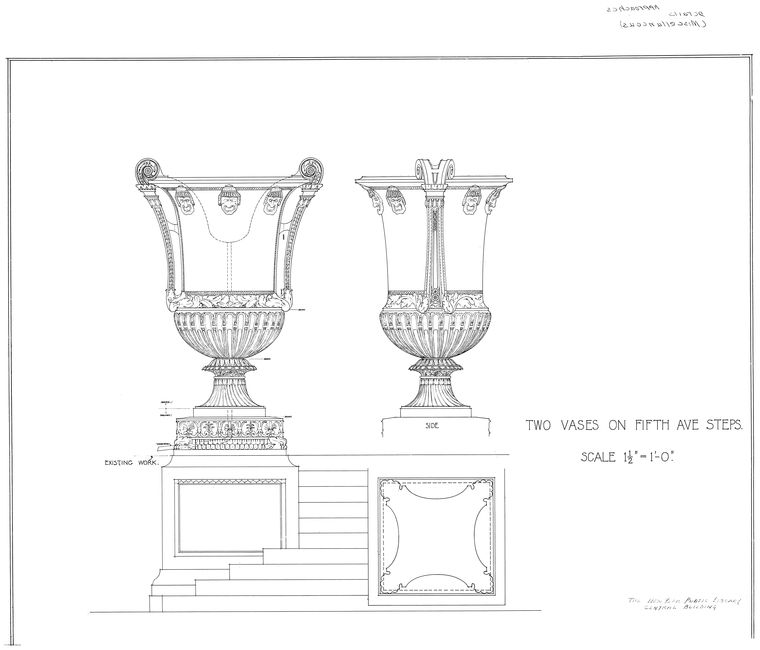
Zwei Vasen am Eingang an der Fifth Avenue. Aus den Plänen für die New York Public Library, ca. 1909

| Objekt                                                    | Ort                           | Bauzeit   | Bemerkungen                                                    |
| --------------------------------------------------------- | ----------------------------- | --------- | -------------------------------------------------------------- |
| Ponce de León Hotel                                       | St. Augustine, Florida        | 1885–1887 | Heute Teil des Flagler College                                 |
| Hotel Alcazar                                             | St. Augustine, Florida        | 1887      | Heute Lightner Museum                                          |
| The Commonwealth Club                                     | Richmond, Virginia            | 1891      |                                                                |
| Edison Building                                           | New York City, New York       | 1891      | Nicht mehr existent                                            |
| Patriot's Park                                            | Tarrytown, New York           | 1892      |                                                                |
| City Hall                                                 | Paterson, New Jersey          | 1894      |                                                                |
| Jefferson Hotel                                           | Richmond, Virginia            | 1895      |                                                                |
| Cairnwood Mansion, Bryn Athyn College                     | Bryn Athyn, Pennsylvania      | 1895      |                                                                |
| New York Public Library                                   | New York City, New York       | 1897–1911 |                                                                |
| Burrwood                                                  | Long Island, New York         | 1898–1899 | Eines der Anwesen an der Goldküste (nicht mehr existent)       |
| Cosmos Club                                               | Washington, D.C.              | 1898–1901 |                                                                |
| Vernon Court                                              | Newport, Rhode Island         | 1898      |                                                                |
| Flagler Museum                                            | Palm Beach, Florida           | 1900–1901 |                                                                |
| Woolsey Hall                                              | Yale University               | 1901      |                                                                |
| Metropolitan Opera House                                  | New York City                 | 1903      | Design der Inneneinrichtung (Gebäude ist nicht mehr existent)  |
| Russell Senate Office Building                            | Washington, D.C.              | 1903–1908 |                                                                |
| Goldwin Smith Hall und Rockefeller Hall                   | Campus der Cornell University | 1904      |                                                                |
| Squashcourt für William Collins Whitney                   | Aiken, South Carolina         |           |                                                                |
| Trader's Bank Building                                    | Toronto, Ontario              | 1905      |                                                                |
| Arden House                                               | Harriman, New York            | 1905–1909 |                                                                |
| McKinley-Monument                                         | Buffalo, New York             | 1907      |                                                                |
| Cannon House Office Building                              | Washington, D.C.              | 1908      |                                                                |
| Century Theatre                                           | New York City                 | 1909      | 1931 abgerissen                                                |
| Payne Mansion                                             | Esopus, New York              | 1909–1911 |                                                                |
| Lunt-Fontanne Theatre                                     | New York City                 | 1910      |                                                                |
| Verwaltungsgebäude des Carnegie Institution of Washington | Washington, D.C.              | 1910      |                                                                |
| Portland City Hall                                        | Portland, Maine               | 1912      |                                                                |
| Wohnhaus für Henry Clay Frick                             | New York City                 | 1913–14   | enthält heute die Frick Collection                             |
| Wohnhaus für William Starr Miller                         | New York City                 | 1914      | enthält heute die Neue Galerie                                 |
| Grand Army Plaza                                          | New York City                 | 1916      |                                                                |
| Arlington Memorial Amphitheater                           | Washington, D.C.              | 1920      |                                                                |
| Cunard Building                                           | New York City                 | 1921      | als beratende Architekten in Kooperation mit Morris & O'Connor |
| Standard Oil Building                                     | New York City                 | 1926      |                                                                |